# 圣埃斯泰夫 (多尔多涅省)
圣埃斯泰夫（法語：Saint-Estèphe，法語發音：[sɛ̃.t‿ɛstɛf]）是法国多尔多涅省的一个市镇，位于该省北部，属于农特龙区。 

## 地理
圣埃斯泰夫（45°35'30"N, 0°39'46"E）面积21.37 平方千米，位于法国新阿基坦大区多爾多涅省，该省份为法国西南部内陆省份，是法國本土面积第三大的省，大致对应佩里戈尔地区，北起顺时针与夏朗德省、上维埃纳省、科雷兹省、洛特省、洛特-加龙省、吉倫特省和滨海夏朗德省接壤。
与圣埃斯泰夫接壤的市镇（或旧市镇、城区）包括：比斯罗勒、皮耶居-普吕维耶、欧日尼亚克、勒布尔代、埃图阿尔、比西耶尔巴迪勒。

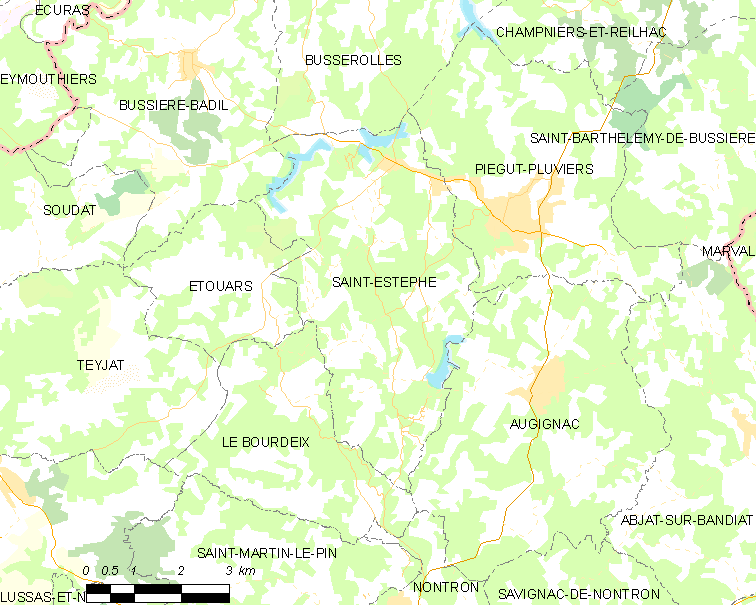
的OSM定位图

圣埃斯泰夫的时区为UTC+01:00、UTC+02:00（夏令时）。

## 行政
圣埃斯泰夫的邮政编码为24360，INSEE市镇编码为24398。

## 政治
圣埃斯泰夫所属的省级选区为农特龙绿色佩里戈尔县。

## 人口

1962-2008年间人口变化图示

圣埃斯泰夫于2022年1月1日时的人口数量为584人。